# Ehingen (Svevia)
Ehingen è un comune tedesco di 1 020 abitanti, situato nel land della Baviera.